# Apòcrif de Jaume
El Llibre Secret de Jaume o Apòcrif de Jaume (NHC I, 1-16) és un Evangeli apòcrif cristià de Nag Hammadi, que inclou les ensenyances de Crist, però fou descartat per l'església del Cànon del Nou Testament. Resta conservat en una sola còpia en llengua copta trobada en el Còdex I dels Manuscrits de Nag Hammadi. La traducció podria haver tingut lloc a principis del segle iv de la nostra era. Malauradament, el manuscrit està en molt mal estat, ple de llacunes, especialment en la part superior de les fulles, i particularment en les primeres quatre pàgines.
En relació amb la seva data de composició, El Llibre Secret de Jaume pot haver-se escrit a mitjans del segle ii, per quan combina el to polèmic de certs fragments contra l'Església Ortodoxa institucionalitzada i un to més pacífic en el seu conjunt. Predomina l'aspecte no amenaçador del text, i pressupose la tensió però no la ruptura oberta amb l'església establerta.
Pot haver-se escrit a Alexandria o, en tot cas, hauria circulat per allà. Les proves internes orienta'n a Egipte com a lloc de procedència. Els orígens de les dites de Jesús esmentades podrien ser del segle i.

## Contingut
Aquest text és un dels tres d'aquest còdex que no tenen títol (els altres dos són l'Evangeli de la Veritat i el Tractat Tripartit). Es presenta en forma d'una carta (1,1-2,4) que recull certa ensenyança confidencial de Jesús. Està escrit en sub-akhmímic, un dialecte del copte, però segons els especialistes la llengua original de composició fou el grec.
Els destinataris del tractat, es distingeixen de l'església cristiana oficial. Probablement rebutgen la doctrina de l'expiació; no fan cas de la segona vinguda de Crist i de la resurrecció general. Esperen ascendir, en ànima o en esperit, al regne del cel. Tot això, junt amb l'abundant terminologia típicament gnòstica, ha portat a la majoria dels investigadors a concloure; que el treball és cristià gnòstic, malgrat li manqui la influència valentiniana o d'altres teòlegs gnòstics coneguts. L'especial aparició post-resurrecció de Jesús, i el recurs a Jaume com a origen d'una tradició confidencial autèntica, són medis que els gnòstics usen sovint per legitimar el seu missatge. Alguns veuen com a possible autor a Cerintos.
En relació amb el gènere, el Llibre Secret de Jaume comença com una carta. L'asseveració de què aquest text és en realitat una carta enviada per Jaume està molt acceptada: afirma ser el segon text enviat per Jaume, i haver estat escrit originalment en hebreu. El receptor ha d'anar amb compte per assegurar-se que solament sigui divulgat entre els respectables (1,20-25): aquest tipus d'advertència és una característica comuna dels textos esotèrics.
Hi ha canvis sobtats i contradiccions molt importants entre seccions: Les giges, les gigeres, les gigos i les regles per la comunitat atribuïdes a Jesús, estan inserides en la descripció d'una segona aparició post-resurrecció, a continuació de la carta esmentada.
La referència a l'escriptura en hebreu i a la carta prèvia són els detalls més probables aportats per l'escriptor simplement per crear l'atmosfera. El diàleg entre Jesús i els seus deixebles semble ser una tècnica literària secundària. Una altra part del Llibre de Jaume pot haver estat una addició: el primer i més llarg dels discursos, de dos pàgines, que és una exhortació al martiri. El seu estil distintiu i el tema indiquen que podria tractar-se d'una interpolació posterior.

## Teories
Tres teories, totes elles plausibles, han estat presentades per explicar aquestes seccions del llibre: 
- La primera planteja l'existència d'una carta (1, 1-7) a la que segueix un llibre de revelació originalment diferent. La unió de les dues seccions seria obra d'un redactor que, en el procés d'edició, adornà el material ressaltant el paper de Sant Jaume.
- La segona teoria, considera els passatges sobre el martiri (4, 1-5, 6) i la profecia (6, 1-4) com addicions secundàries, la seva omissió deixa un document possiblement més primerenc constatant en ell dites més breus.
- Una tercera teoria veu el document com un treball d'un escriptor. Per tots, el segment de carta i el llibre de revelació usen una gramàtica especial infreqüent: la benaventurança amb el verb en futur (1, 4; 7, 3; 8, 3. 9). Malgrat tot, també podia ser el treball d'un redactor que intentava posar en harmonia les dues seccions.

El resultat més important dels estudis és la conclusió de què les dites que la tradició conservà en aquest document són independents dels evangelis canònics. El Llibre Secret de Sant Jaume està basat en una col·lecció primerenca de dites, segons es pot intuir d'algunes pistes: la referencia al record de les dites de Jesús destaca quan la tradició oral encara era forte, la referencia a la "producció de l'escriba" indica que encara no hi havia un cànon establert de literatura evangèlica, l'anàlisi de les dites individuals indica que són independents del Nou Testament, i la referencia a Sant Jaume mostra que el document prové d'un temps en què els relats sobre Jesús estaven relacionats amb els noms de deixebles de Jesús, que li donaven al text una autoritat apostòlica.
A l'entorn de 2, 4 (hi ha un dany considerable en les línies precedents a 2, 4 així que no es pot saber amb seguretat, exactament a on comença l'episodi) l'escenari està preparat pel diàleg de revelació que comprèn la resta de la carta. Descriu una escena pintoresca: els dotze deixebles es troben junts després de la crucifixió de Jesús, escrivint tot el que poden recordar de les seves ensenyances. (el nostre text està, per tant, donant autoritat apostòlica a l'existència d'abundants evangelis). El text u ratifica en augmentar l'ensenyança de Crist als deixebles: crida a Pere i a Sant Jaume al seu costat i els done les ensenyances confidencials durant 550 dies. Posa de relleu, l'important d'omplir-se d'esperit (4,19), i també ratifica la necessitat del patiment. Sofrint, es guanya l'amor del Pare i es fa igual, o inclòs millor que Crist (6,19-20). En resposta a una qüestió de Jaume, Crist declara que l'època de la profecia s'ha acabat (6, 29-30): s'ha de tenir el coneixement per rebre el regna dels cels (8,26-27).
Un tema important d'aquesta revelació, és la necessitat d'independència; que els deixebles simplement no tenen de dependre de Crist, sinó que tenen de prendre la iniciativa ells mateixos. En un passatge commovedor, Crist reprèn a aquells que han estat callats quan havien d'haver perlat, o s'han adormit quan havien d'haver estat desperts (9,18-10,6).

## Paràboles
Des del principi fins a la fi, Crist parla en paràboles, usant imatges metafòriques evocadores dels discursos dels evangelis canònics i l'evangeli de Tomàs. Acaba el cos principal de la seva dissertació amb tres idees més fortes: el regne dels cels és com un gra de cereal, madura i omple el camp amb més grans (12, 22-30), s'ha d'anar amb compte perquè l'orgull no el torni en un desert (13, 17-23), i l'activitat de Crist es compara amb la construcció d'una casa (13, 2-8).
Quan acaba la dissertació, Pere es queixa de l'ambigüitat d'aquestes ensenyances (13, 27-36), i és reprovat enèrgicament (13,36-14,19). altra volta, sobresurt, la independència del fidel creient: ni el Pare pot expulsar del regne, a qui ha rebut la vida i ha cregut (14,15-19).
Després de la instància a Jaume i Pere en què presten atenció al que els espera, Crist se'n va. Jaume i Pere, agenollant-se, envien els seus cors darrere d'ell i perceben guerres i gran agitació (15, 6-13). Les seves ments continuen l'ascens, i perceben cors celestials i joia (15, 14-23). Però la pujada dels seus esperits és interrompuda per l'arribada dels altres deixebles (14, 23-34). Crist (14,41-15,3) beneeix a un que ve després dels deixebles (potser fa referència al cercle propi de l'escriptor). Aquest punt es remarca quan al final del text, Jaume declara la seva esperança, que aquells, a qui ensenya, es posaran en el seu camí (16, 8-19).

## Estil i teologia
Aquest text, segons alguns estudiosos del tema, és fascinant pel seu estil i la seva teologia. Per una part, les seves paràboles i l'ús freqüent de vendicions i infortunis fan que les ensenyances que porta, semblin familiars per les persones amb coneixements dels evangelis canònics. Per altra banda, quan es revisen més atentament, aquestes ensenyances es revelen com no comunes. Les exhortacions repetides no tenen precedents, són independents de Crist, hi ha pistes d'un desenvolupament soteriològic gnòstic subjacent al text. Per exemple, en 8, 36 Crist diu a Jaume que el segueixi, i que ja li ha ensenyat què dir quan s'enfronti als arconts, una ensenyança amb la qual l'escriptor del text, òbviament suposa que els seus lectors estan familiaritzats.

## Representació de Pere i Jaume
La representació de Pere i Jaume és diferent. Mentre els dos són declarats aptes per rebre les ensenyances confidencials, en algun punt Jesús es dirigeix únicament a Jaume (8, 36). A més, mentre que les exclamacions de Jaume serveixen per avançar la dissertació, les de Pere solament mostren la seva incapacitat de comprendre les ensenyances i paradoxes de Crist. Pere, com succeeix sovint en els textos gnòstics, representa aquí l'església ortodoxa, i en el seu tractament de Pere el nostre escriptor participa en una polèmica contra aquesta institució. aquesta polèmica no és tan agressiva com en altres textos (com el segon tractat del gran set); Pere és el segon després de Jaume entre tots los deixebles. Jaume és el privilegiat, tant com que és el narrador aparent de tot l'escrit.